# Oh My My
Oh My My – czwarty album studyjny amerykańskiego zespołu pop-rockowego OneRepublic, który został wydany 7 października 2016 roku. Za produkcję albumu odpowiadają Benny Blanco, Brent Kutzle, Robert Stevenson, Ryan Tedder i Noel Zancanella.

## Wydanie albumu
Zespół pracował nad czwartym albumem studyjnym od 2014 roku. Album nagrywany był w szesnastu krajach świata podczas trasy Native Tour. 13 maja 2016 roku ukazał się pierwszy singel zapowiadający album, „Wherever I Go”. 12 sierpnia 2016 roku został wydany kolejny singel zatytułowany „Kids”. 25 sierpnia zespół zapowiedział, że nowy album będzie nosił tytuł Oh My My i ukaże się 7 października. 8 września udostępniono singel promocyjny „Future Looks Good”. Tydzień przed wydaniem albumu zespół ujawnił utwór „A.I.” nagrany wspólnie z Peterem Gabrielem. 9 stycznia 2017 roku ukazał się trzeci i ostatni singel, Let’s Hurt Tonight, który znalazł się na ścieżce dźwiękowej do filmu Ukryte piękno.
Album Oh My My ukazał się 7 października 2016 roku i zadebiutował na 3. miejscu listy Billboard 200 sprzedając się w nakładzie 46 tys. kopii. Jest to najwyższa pozycja albumu zespołu na tamtejszej liście. W Wielkiej Brytanii album zajął 6. miejsce na oficjalnej liście sprzedaży. 

## Lista utworów
| Oh My My – Edycja standardowa | Oh My My – Edycja standardowa | Oh My My – Edycja standardowa                           | Oh My My – Edycja standardowa            | Oh My My – Edycja standardowa |
| Nr                            | Tytuł utworu                  | Autorzy                                                 | Produkcja                                | Długość                       |
| ----------------------------- | ----------------------------- | ------------------------------------------------------- | ---------------------------------------- | ----------------------------- |
| 1.                            | „Let’s Hurt Tonight”          | Ryan Tedder, Noel Zancanella                            | Tedder, Zancanella                       | 3:14                          |
| 2.                            | „Future Looks Good”           | Tedder, Brent Kutzle                                    | Tedder                                   | 3:30                          |
| 3.                            | „Oh My My (z Cassius)”        | Tedder, Kutzle, Zancanella                              | Tedder, Kutzle, Zancanella               | 3:38                          |
| 4.                            | „Kids”                        | Tedder, Kutzle, Brandon Michael Collins, Steve Wilmot   | Tedder, Kutzle, Wilmot                   | 3:58                          |
| 5.                            | „Dream”                       | Tedder, Kutzle, Zancanella                              | Tedder, Kutzle, Zancanella               | 3:31                          |
| 6.                            | „Choke”                       | Tedder, Zancanella                                      | Tedder, Zancanella                       | 3:46                          |
| 7.                            | „A.I. (z Peter Gabriel)”      | Tedder, Kutzle, Peter Gabriel, Wilmot                   | Tedder, Kutzle, Wilmot                   | 5:09                          |
| 8.                            | „Better”                      | Tedder, Kutzle, Wilmot, James Dzuris, Joseph Dzuris     | Tedder, Kutzle, Wilmot, MojaveGhst       | 3:24                          |
| 9.                            | „Born”                        | Tedder, Kutzle, Zancanella, Benjamin Levin, Ammar Malik | Tedder, Kutzle, Benny Blanco, Zancanella | 4:25                          |
| 10.                           | „Fingertips”                  | Tedder, Zancanella, Levin, Romy Madley Croft            | Blanco, Tedder                           | 4:15                          |
| 11.                           | „Human”                       | Tedder, Zancanella, Drew Brown                          | Tedder, Zancanella, Zach Skelton         | 3:40                          |
| 12.                           | „Lift Me Up”                  | Tedder, Kutzle                                          | Tedder, Kutzle                           | 3:48                          |
| 13.                           | „NbHD (z Santigold)”          | Tedder, Kutzle, Dzuris, Brown, Santi White              | Kutzle, MojaveGhst                       | 3:44                          |
| 14.                           | „Wherever I Go”               | Tedder, Kutzle, Noel Zancanella                         | Tedder, Kutzle, Zancanella               | 2:49                          |
| 15.                           | „All These Things”            | Tedder, Zancanella                                      | Tedder, Zancanella                       | 3:19                          |
| 16.                           | „Heaven”                      | Tedder, Kutzle                                          | Tedder, Kutzle                           | 4:18                          |
|                               |                               |                                                         |                                          | 1:00:28                       |

| Oh My My – Deluxe Edition | Oh My My – Deluxe Edition    | Oh My My – Deluxe Edition                           | Oh My My – Deluxe Edition       | Oh My My – Deluxe Edition |
| Nr                        | Tytuł utworu                 | Autorzy                                             | Produkcja                       | Długość                   |
| ------------------------- | ---------------------------- | --------------------------------------------------- | ------------------------------- | ------------------------- |
| 1.                        | „Colors”                     | Tedder, Kutzle, Eddie Fisher, Zancanella            | Tedder, Zancanella, Kutzle      | 3:51                      |
| 2.                        | „The Less I Know”            | Tedder, Zach Filkins                                | Tedder                          | 3:51                      |
| 3.                        | „Heaven (wersja akustyczna)” | Tedder, Kutzle                                      | Kutzle, Wilmot                  | 3:53                      |
| 4.                        | „Better (wersja smyczkowa)”  | Tedder, Kutzle, Wilmot, James Dzuris, Joseph Dzuris | Brandon Collins, Kutzle, Wilmot | 3:23                      |
|                           |                              |                                                     |                                 | 14:58                     |

## Pozycje na listach i certyfikaty

### Notowania tygodniowe
| Notowanie (2016)                                | Najwyższa pozycja |
| ----------------------------------------------- | ----------------- |
| Australia (Top 50 Albums)                       | 8                 |
| Austria (Alben Top 75)                          | 8                 |
| Belgia (Ultratop 200 Albums Flandria)           | 25                |
| Belgia (Ultratop 200 Albums Walonia)            | 22                |
| Czechy (Albums Top 100)                         | 9                 |
| Dania (Album Top-40)                            | 35                |
| Finlandia (Suomen virallinen lista)             | 27                |
| Francja (Top 200 Albums)                        | 40                |
| Hiszpania (Top 100 Albums)                      | 16                |
| Holandia (Album Top 100)                        | 14                |
| Irlandia (Irish Albums Chart)                   | 5                 |
| Kanada (Canadian Albums)                        | 4                 |
| Niemcy (Longplay Charts)                        | 6                 |
| Norwegia (Topp 40 Album)                        | 14                |
| Nowa Zelandia (Top 40 Albums)                   | 5                 |
| Polska (OLiS)                                   | 18                |
| Szkocja (Scottish Album Chart Top 100)          | 3                 |
| Portugalia (Top 50 Albums)                      | 36                |
| Szwajcaria (Alben Top 100)                      | 3                 |
| Szwecja (Top 60 Albums)                         | 25                |
| USA (Billboard 200)                             | 3                 |
| USA (Digital Albums)                            | 2                 |
| Węgry (Top 40 album)                            | 26                |
| Wielka Brytania (Official Albums Chart Top 100) | 6                 |
| Włochy (Italian Albums Chart)                   | 9                 |

### Certyfikaty
| Kraj                  | Certyfikat    |
| --------------------- | ------------- |
| Polska (ZPAV)         | złota płyta   |
| Wielka Brytania (BPI) | srebrna płyta |
| Włochy (FIMI)         | złota płyta   |